# Mayra Tercero
Mayra Alejandra Tercero Acosta (Tegucigalpa, 2 de septiembre de 1993 - ibidem, 13 de julio de 2025) fue una bailarina, reportera y presentadora de deportes hondureña que laboró para TV Azteca.

## Biografía y carrera
Nació en Tegucigalpa, M.D.C. del departamento de Francisco Morazán, el 2 de septiembre de 1993. Creció en la colonia San Miguel en Tegucigalpa. Desde pequeña inició en la gimnasia, deporte en el cual ganó varios premios representado a Honduras en el extranjero. Posteriormente estudió teatro pero luego decidió seguir con la danza, estudió en la escuela Mercedes Agurcia durante tres años y participó en la segunda temporada de Bailando por un sueño Honduras en 2012. En 2016 participó en el programa Calle 7 Honduras, donde se lesionó y tuvo que someterse a una cirugía, por lo que se tuvo que alejar de los medios durante un año.
Estudia la carrera de odontología en la Universidad Nacional Autónoma de Honduras. Trabajó como presentadora de deportes en el canal Hable Como Habla hasta su espontánea renuncia en junio de 2019, donde anunció que empezaría a laborar para el canal Q'hubo TV. En febrero de 2022, anunció que abandonaría Q'hubo TV para incorporarse a TV Azteca.
Mayra Tercero falleció en la madrugada del domingo 13 de julio, debido a complicaciones médicas.

## Filmografía

### Televisión
| Año  | Serie                          | Papel      |
| 2012 | Bailando por un sueño Honduras | Ella misma |
| 2016 | Calle 7 Honduras               | Ella misma |

## Premios
- 2013 - Premios Extra: Bailarina del año.[8]